# Euphyia trinitaria
Euphyia trinitaria är en fjärilsart som beskrevs av William Schaus 1901. Euphyia trinitaria ingår i släktet Euphyia och familjen mätare. Inga underarter finns listade i Catalogue of Life.